# Tobu Railway
Tobu Railway Co., Ltd. (яп. 東武鉄道株式会社 то:бу тэцудо: кабусики гайся) — крупный японский частный железнодорожный оператор и центральная компания группы Tobu Group (яп. 東武グループ то:бу гуруппу), которая вовлечена в общественный транспорт, торговлю недвижимостью, розничную торговлю и другие отрасли. Основана 1 ноября 1897 года.
Линии компании соединяют центральную часть японской столицы Токио с городами префектур Тиба, Сайтама, Тотиги и Гумма. Входит в состав одного из крупнейших кэйрэцу Японии — Fuyo Group. Названия компании состоит из двух кандзи взятых из названий мест, которые соединяет основная линия компании — 東 из Токио (яп. 東京 то:кё:) и 武 из Мусаси (яп. 武蔵 мусаси). Компании так же принадлежит обширная сеть автобусных маршрутов, такси, а так компания TOBU TOWER SKYTREE CO.,LTD, владеющая телебашней Небесное дерево Токио.

## Железнодорожная сеть
Сеть компании общей протяжённостью 463,3 км, является второй по протяженности в Японии(после компании Kinki Nippon Railway) и первой по протяженности в регионе Канто.
Фактически существуют две независимые друг от друга ветки линии компании. Основная сеть имеет топологию дерева, в котором роль ствола играет Линия Исэсаки начинающаяся от станции Асакуса в Токио, а роль ветвей линии Камэйдо, Дайси, Нода, Сано, Коидзуми, Кирю и Никко, от которых в свою очередь ответвляются ещё две линии Уцуномия и Кинугава. Линии обеспецивают удобный доступ к популярному у туристов национальному парку Никко.
Линия Тодзё идёт на северо-запад от станции Икэбукуро соединяя Токио с центральной и западной частями префектруры Сайтама. От данной линии ответвляется линия Огосэ.

### Основные линии Тобу
- Линия Исэсаки (Асакуса — Исэсаки)
  - Линия Камэйдо (Хикифунэ — Камэйдо)
  - Линия Дайси (Нисиараи — Дайсимаэ)
  - Линия Нода (Омия — Касукабэ — Фунабаси)
  - Линия Никко (Тобу-Добуцукоэн — Тобу-Никко)
    - Линия Уцуномия (Син-Тотиги — Тобу-Уцуномия)
    - Линия Кинугава (Симо-Имаити — Син-Фудзивара)

  - Линия Сано (Татэбаяси — Кудзуу)
  - Линия Коидзуми (Татэбаяси — Ниси-Коидзуми, Ота — Хигаси-Коидзуми)
  - Линия Кирю (Ота — Акаги)

### Линии Тодзё
- Линия Тодзё (Икэбукуро — Ёрии)
  - Линия Огосэ (Сакадо — Огосэ)

## Подвижной состав

### Экспрессы

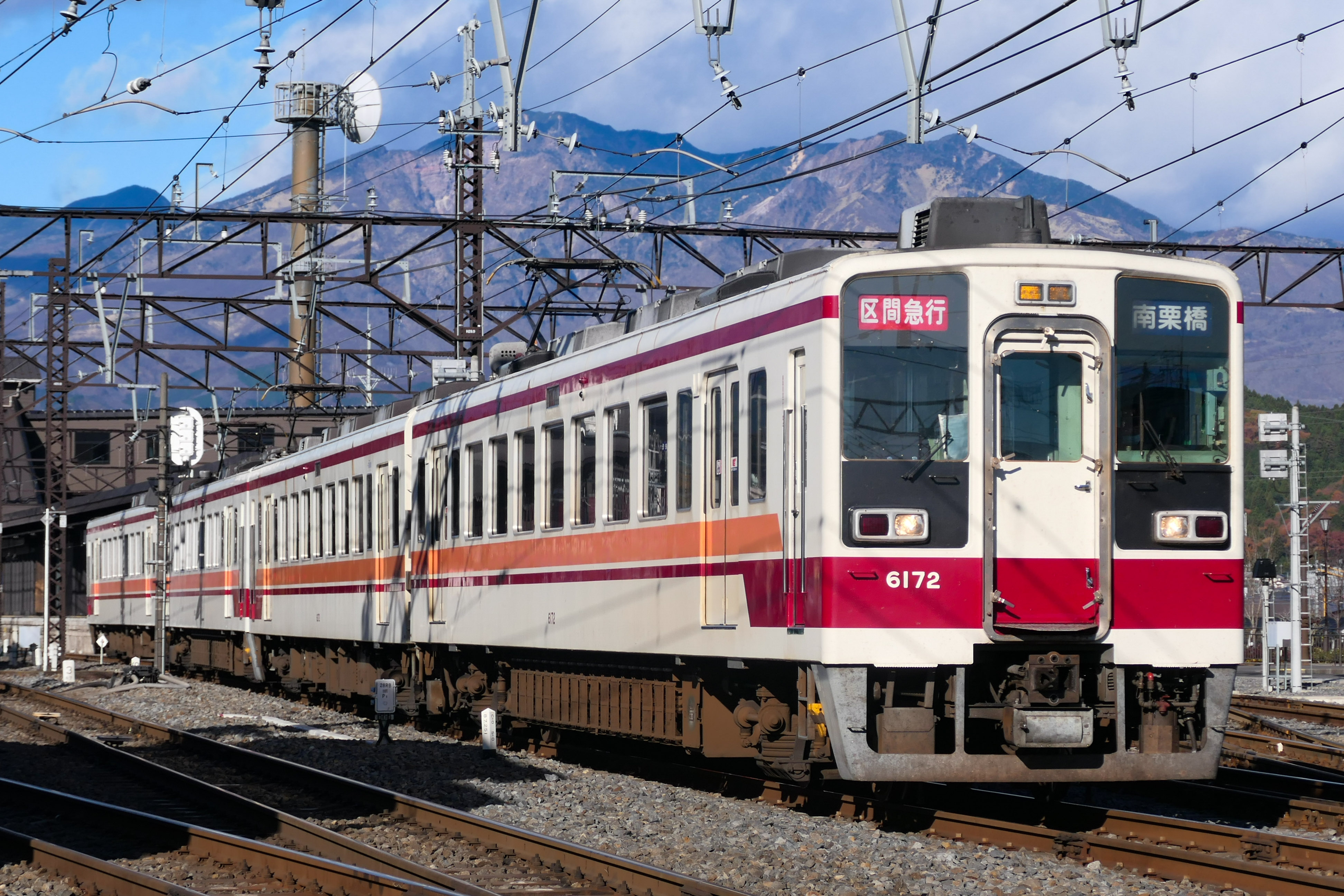
Серия 6050
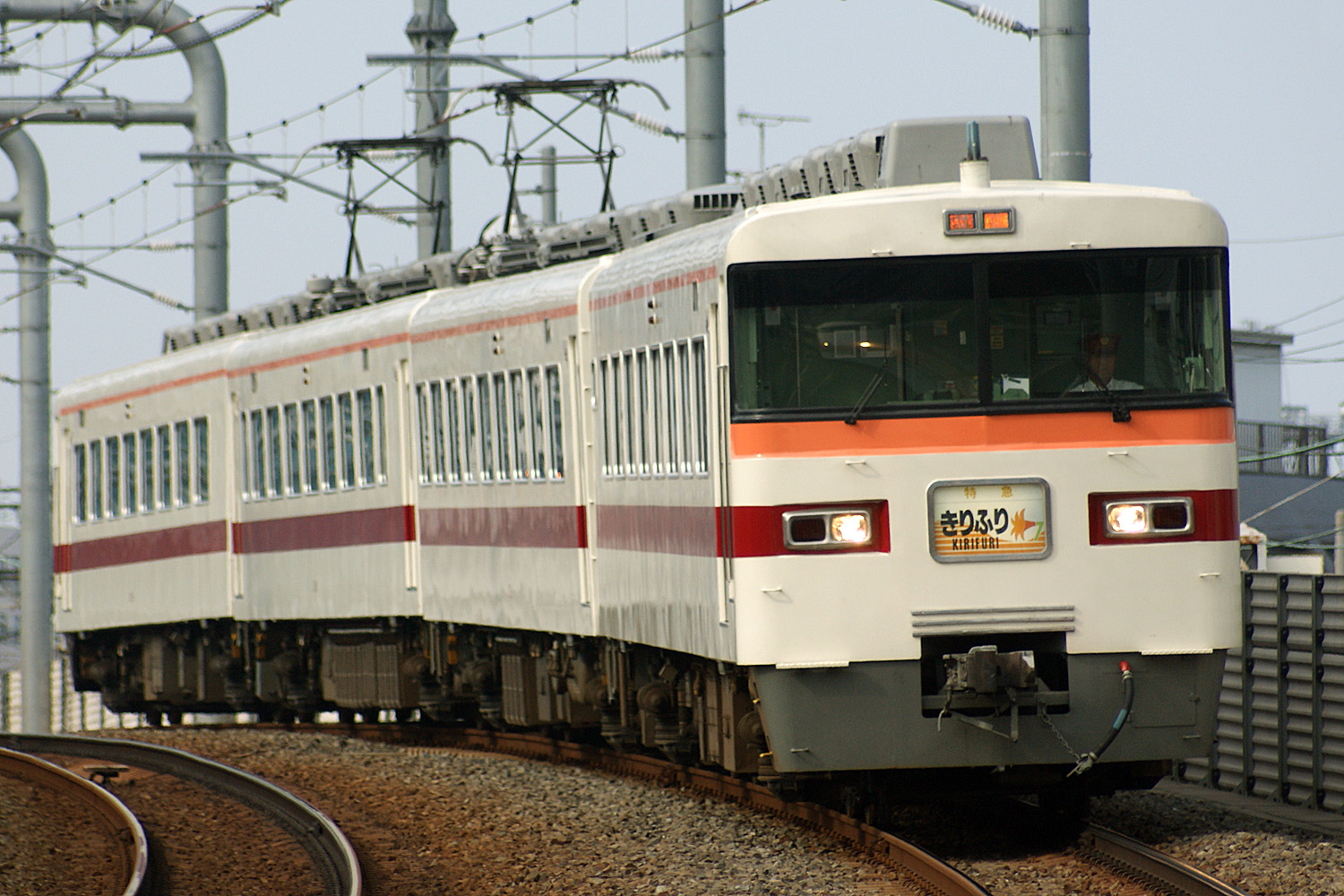
Серия 300/350 Kirifuri
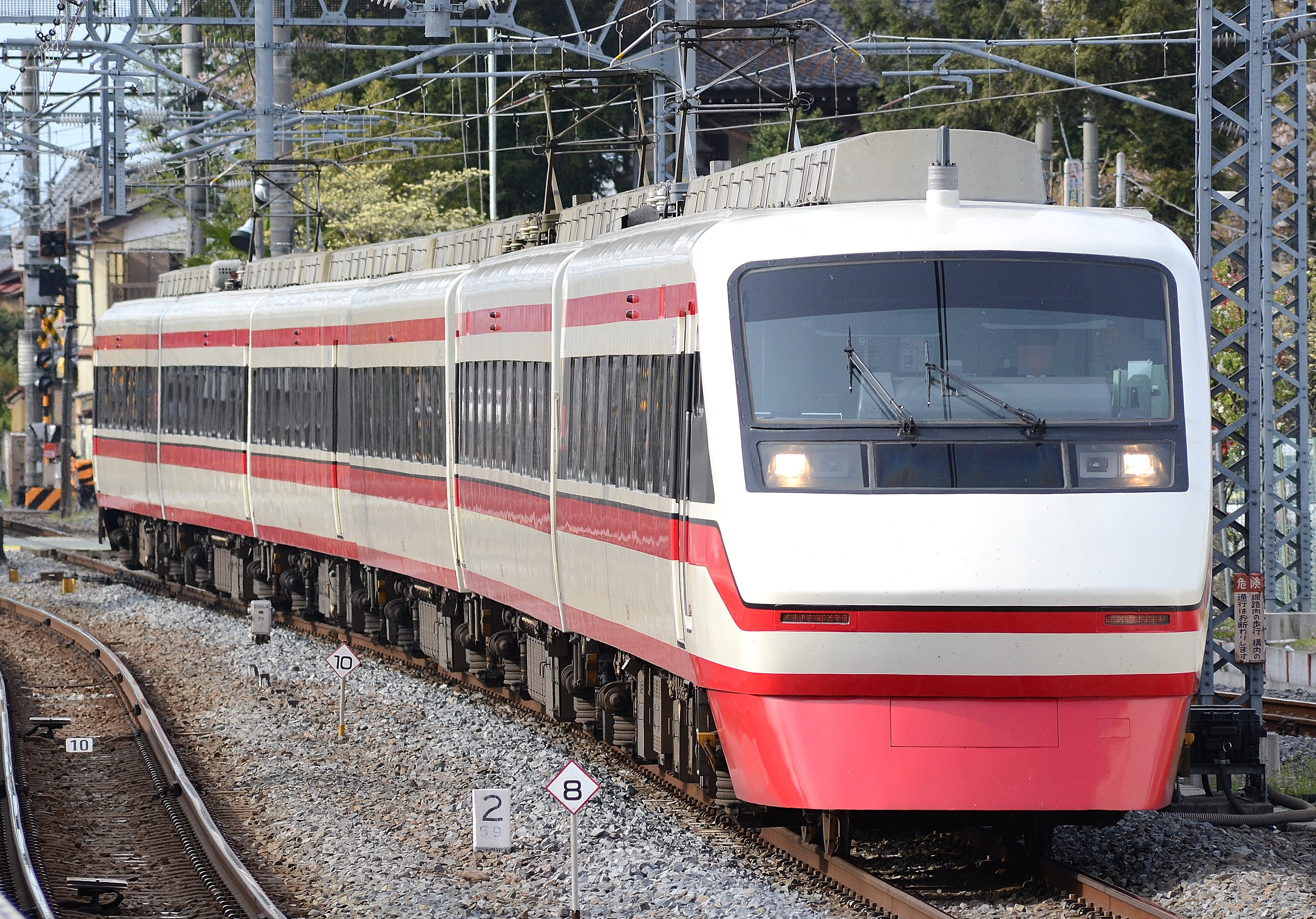
Серия 200/250 Ryōmō
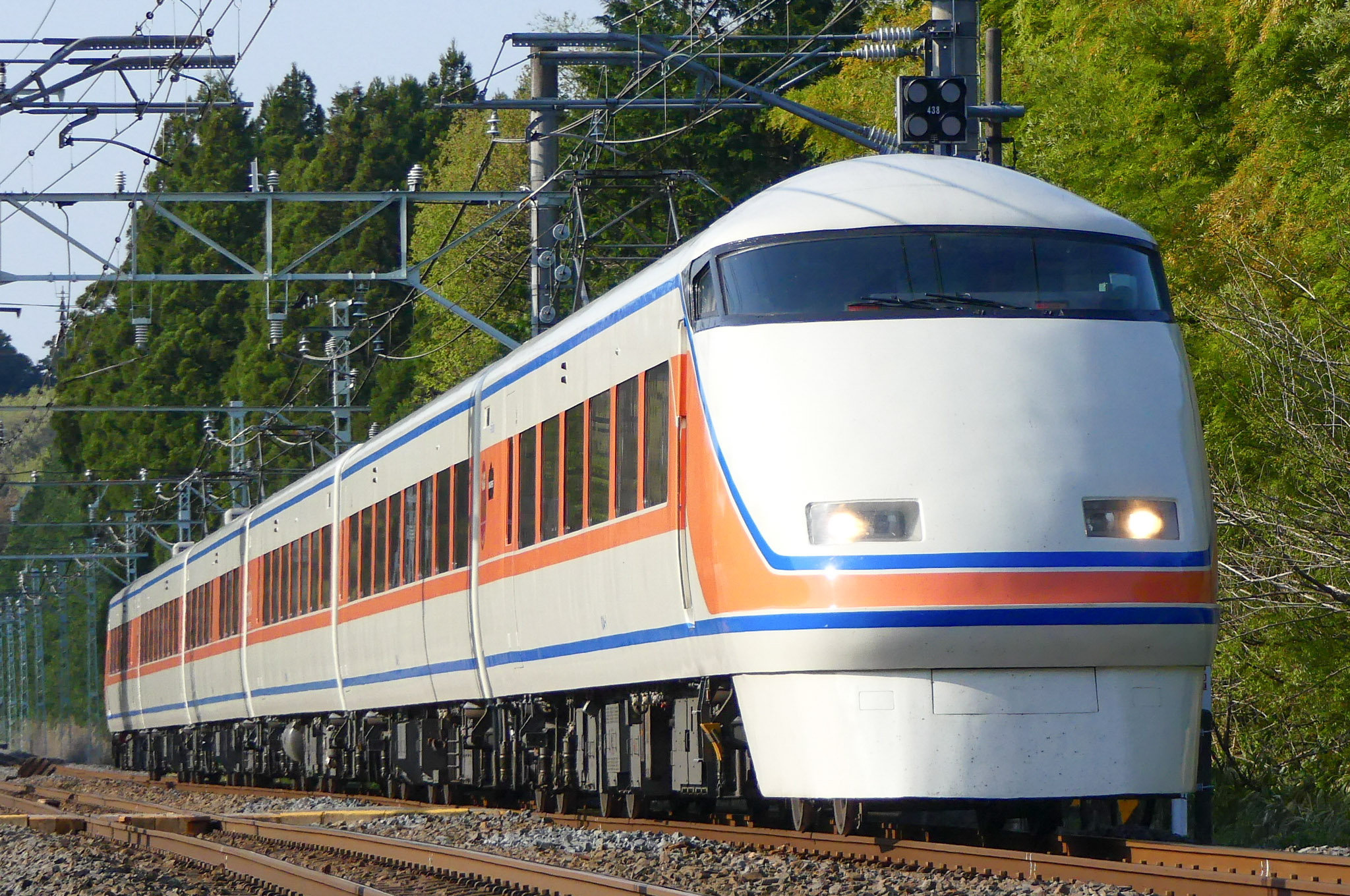
Серия 100 series Spacia
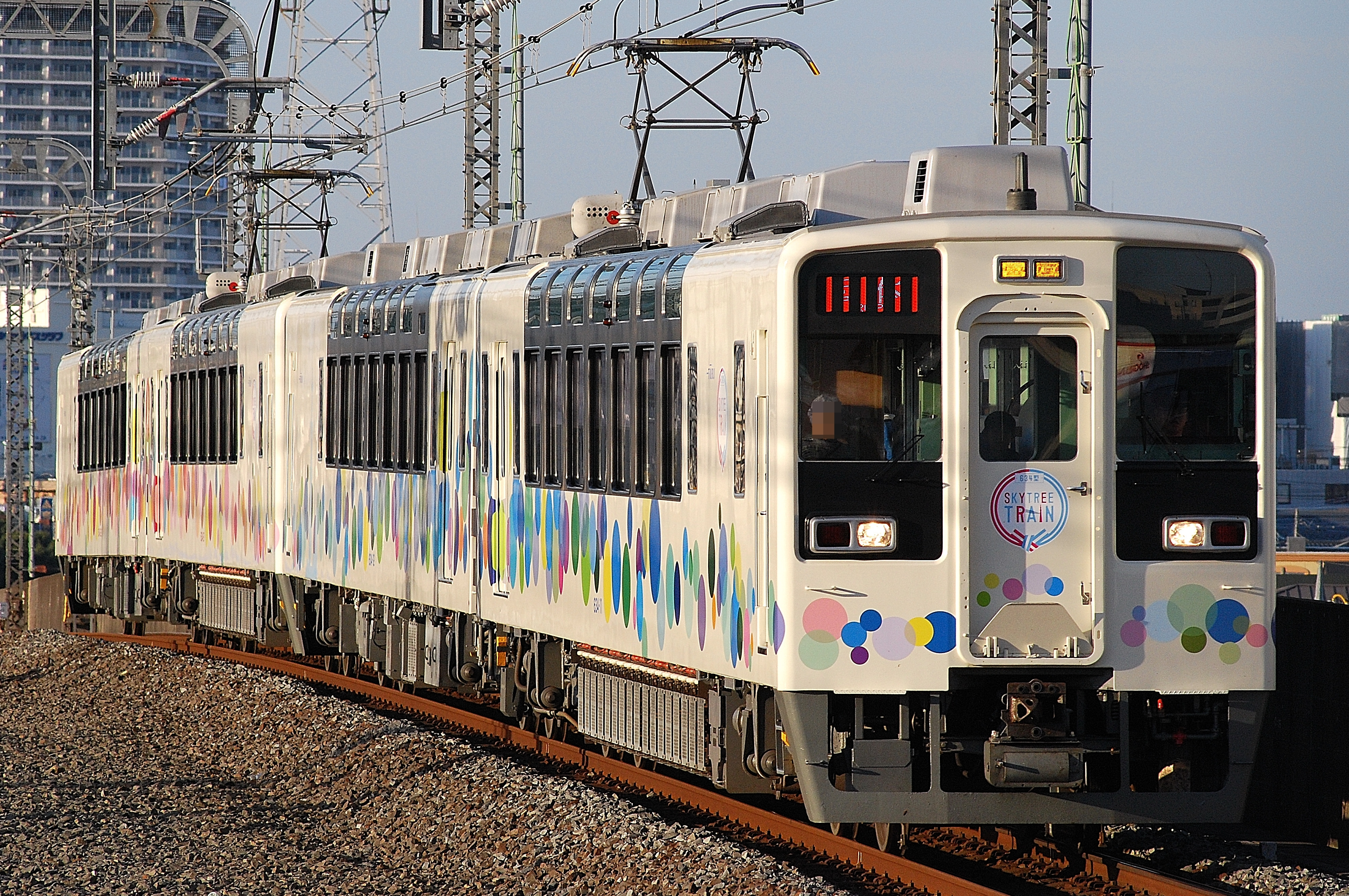
Серия 634 series Skytree Train
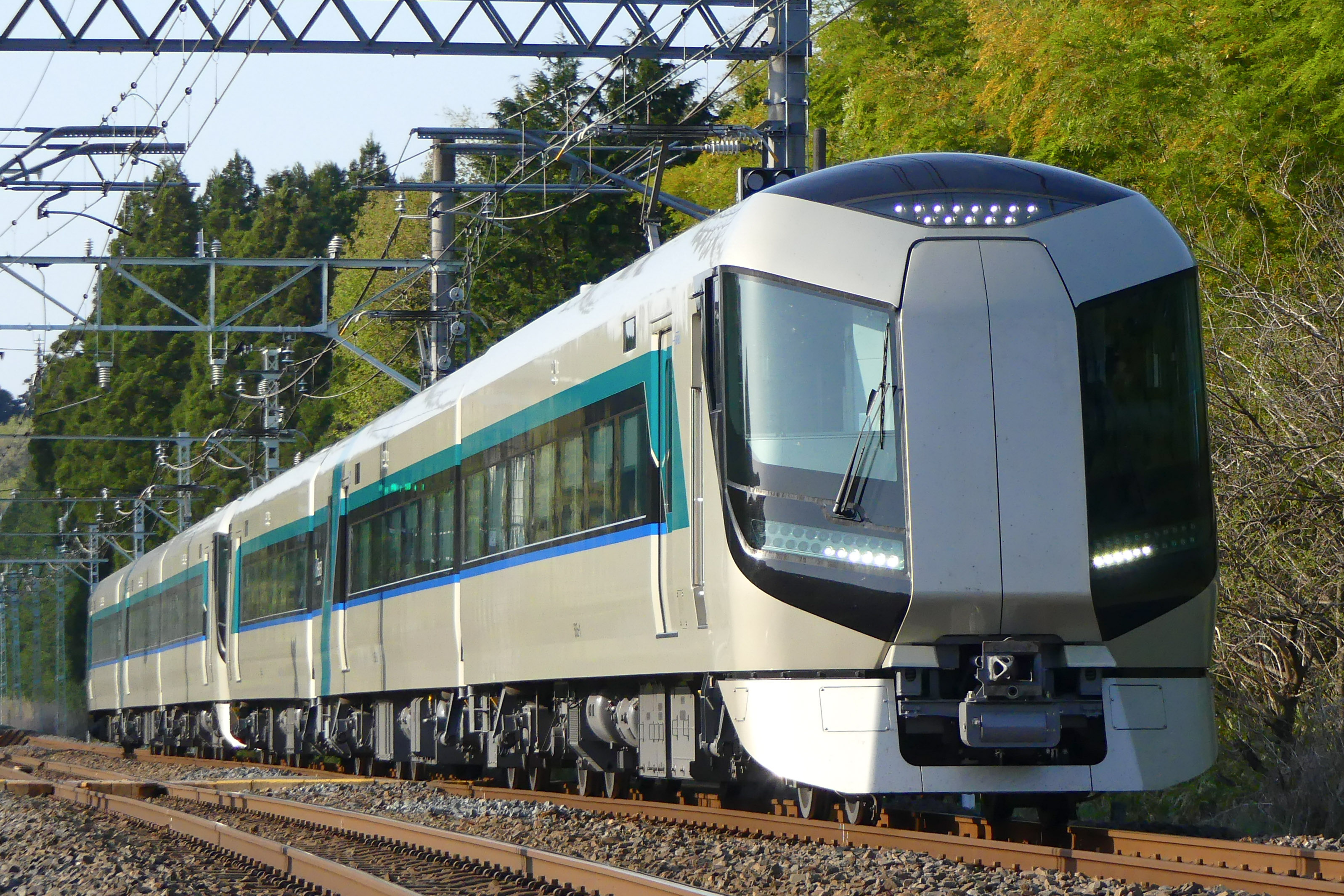
Серия 500 series Revaty

- Серия 6050
- Серия 350 Экспресс Kirifuri
- Серия 200 Экспресс Ryōmō
- Серия 100 Экспресс Spacia
- Серия 634 Экспресс Skytree Train
- Серия 500 Экспресс Revaty

### Стандартные составы
- Серия 8000 (введена в строй в 1963)
- Серия 800/850
- Серия 9000 (введена в строй в 1981)
- Серия 10000 (введена в строй в 1983)
- Серия 20000 (введена в строй в 1988)
- Серия 30000 (введена в строй в 1996)
- Серия 50000 (введена в строй в 2005)
- Серия 60000 (введена в строй в 2013)
- Серия 70000 (введена в строй в 2017)

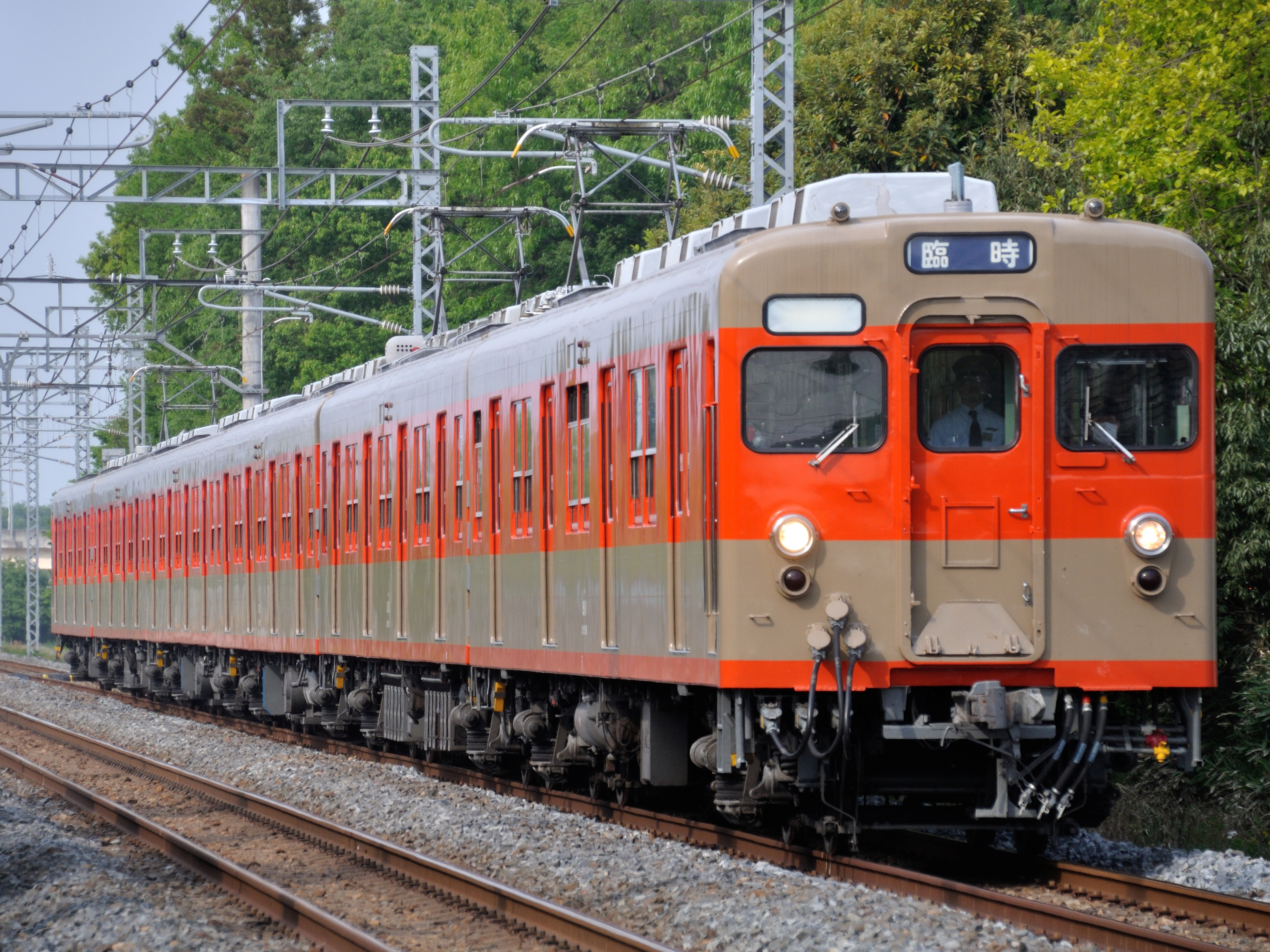
Серия 8000
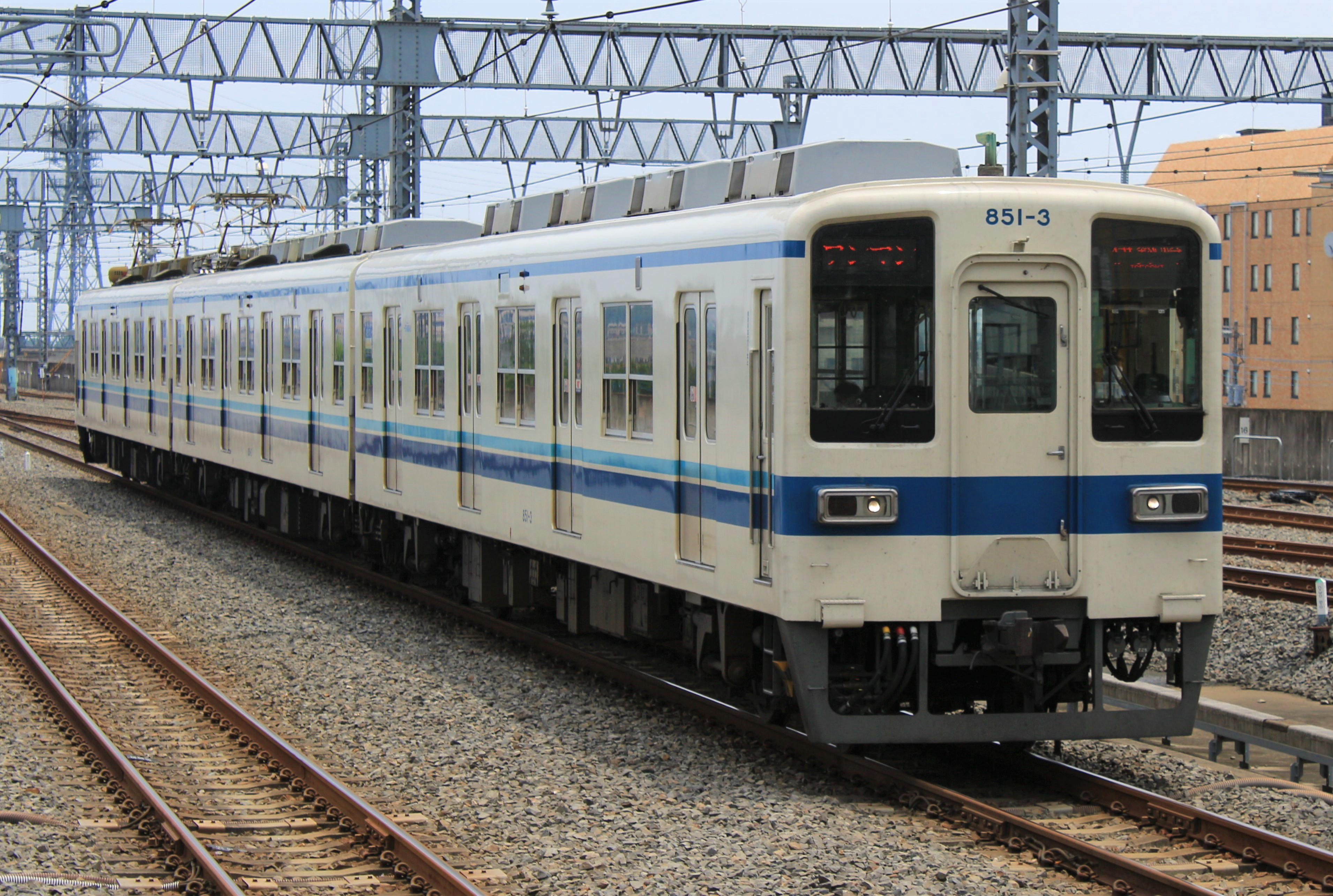
Серия 800/850
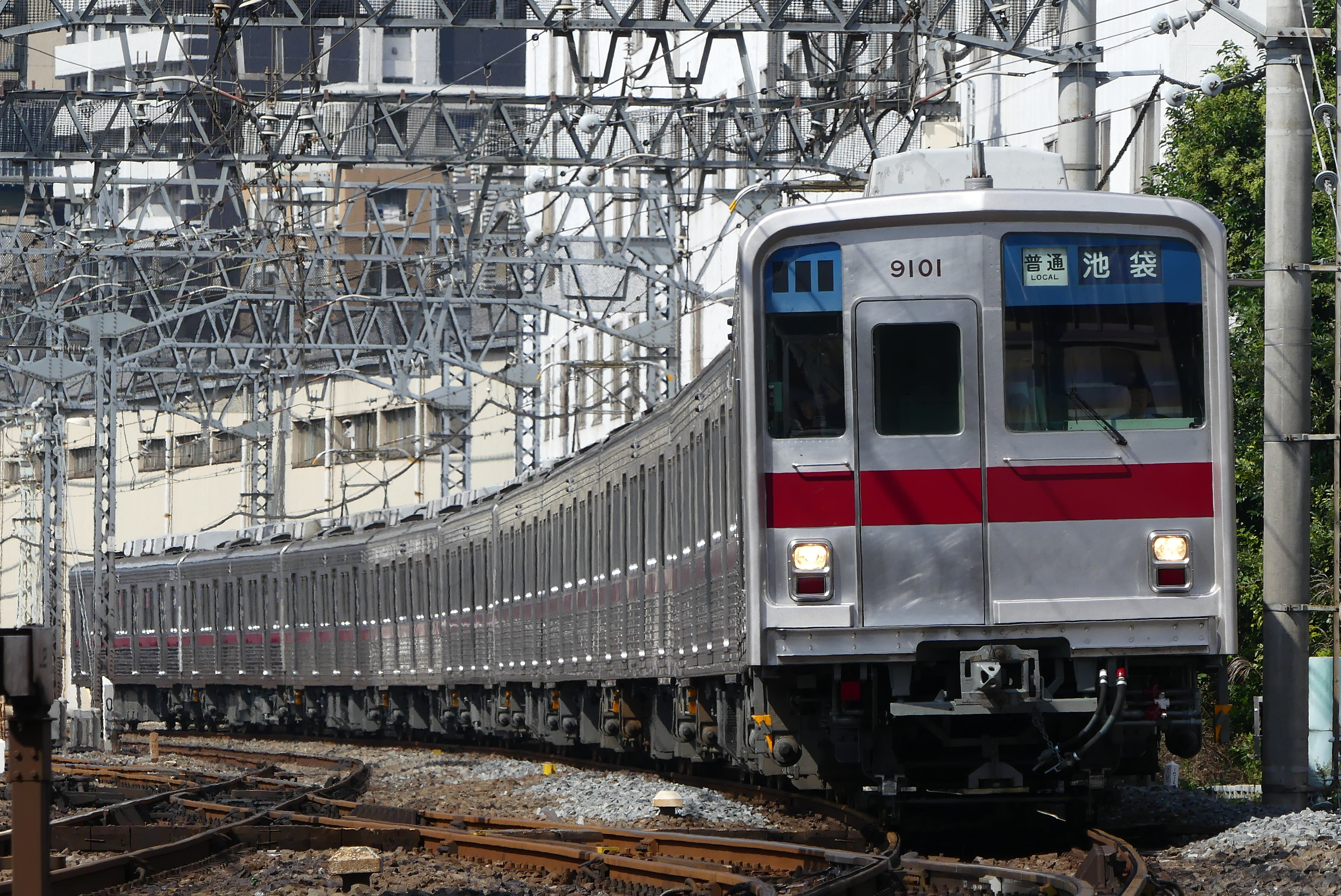
Серия 9000
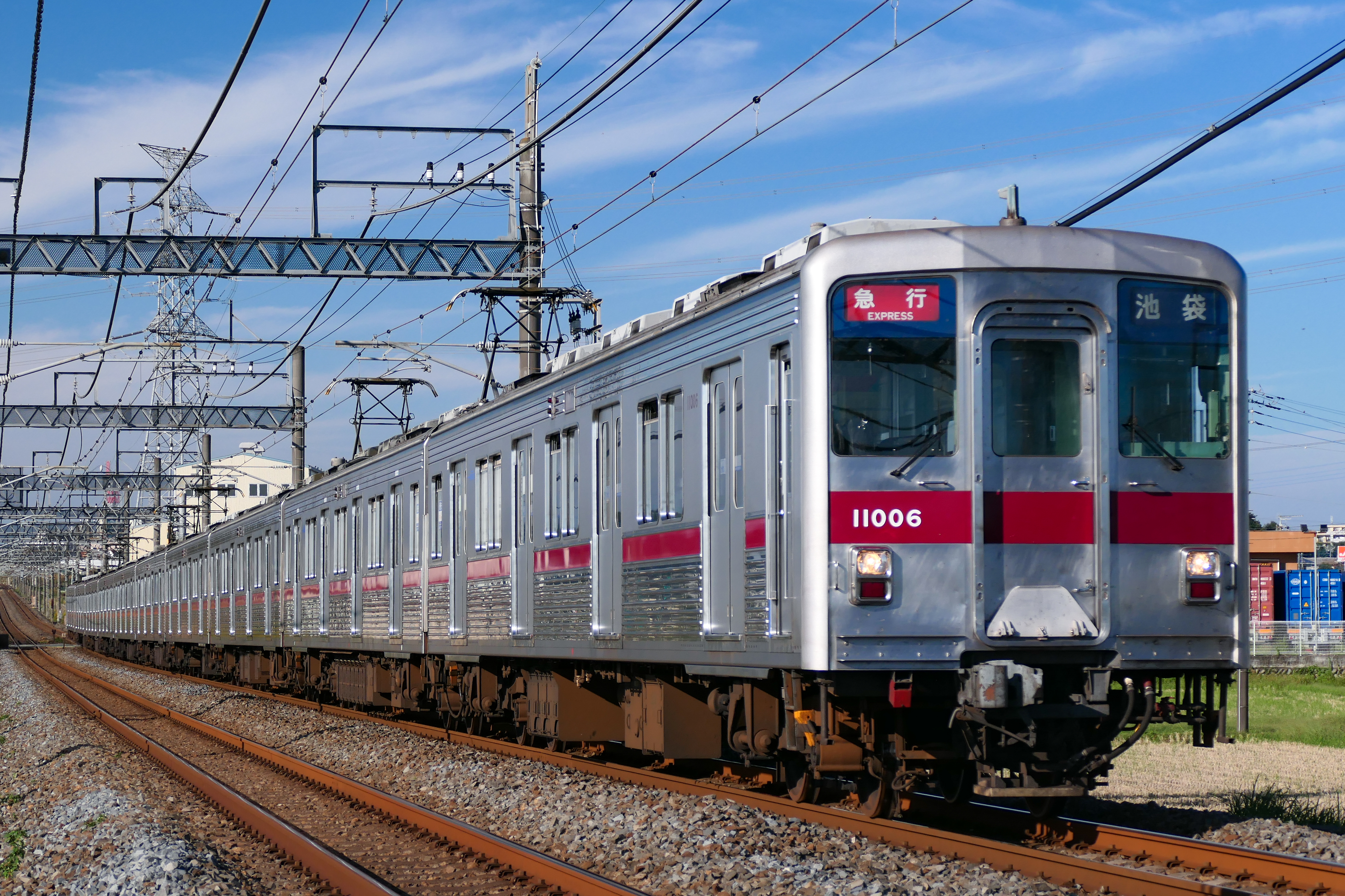
Серия 10000
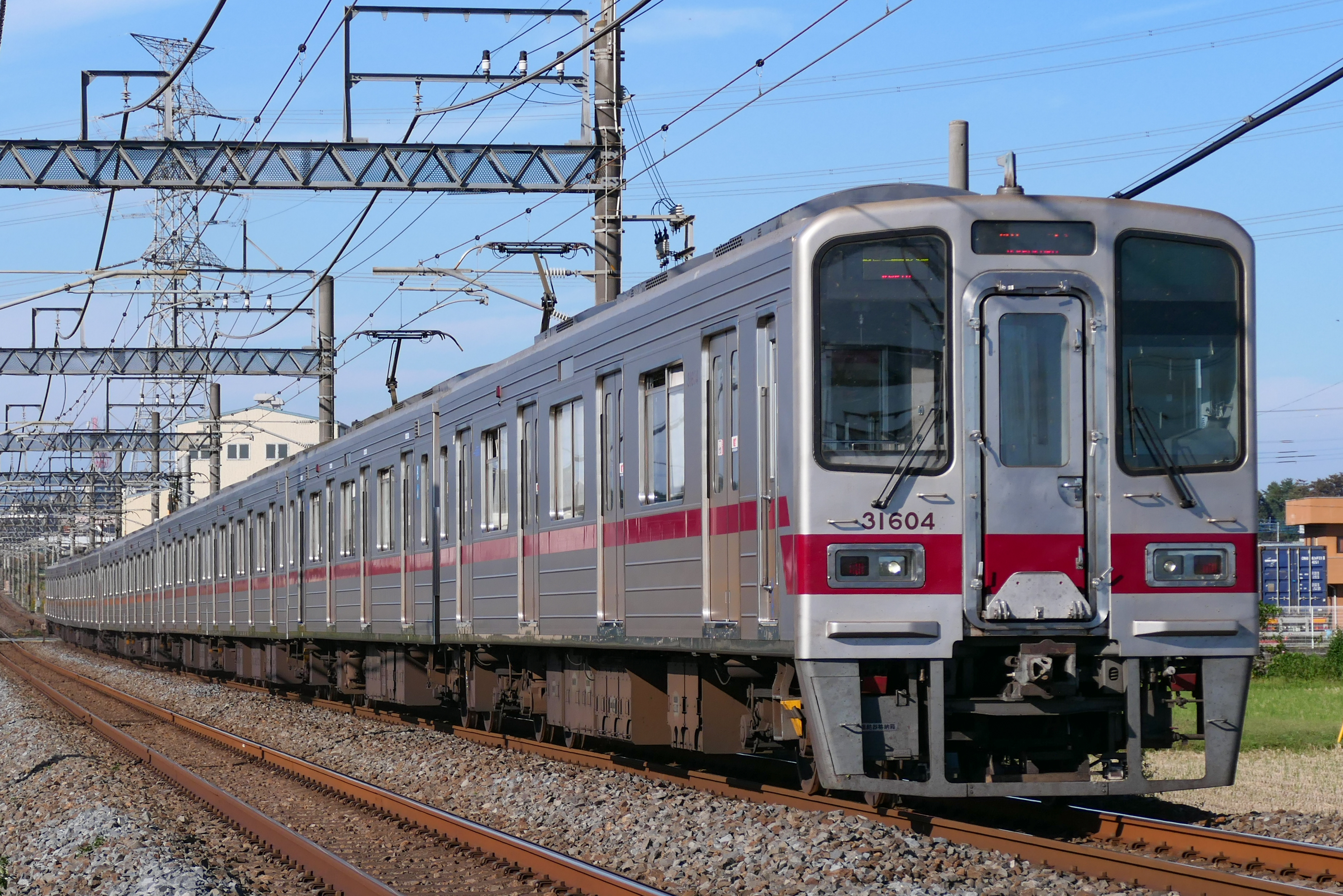
Серия 30000
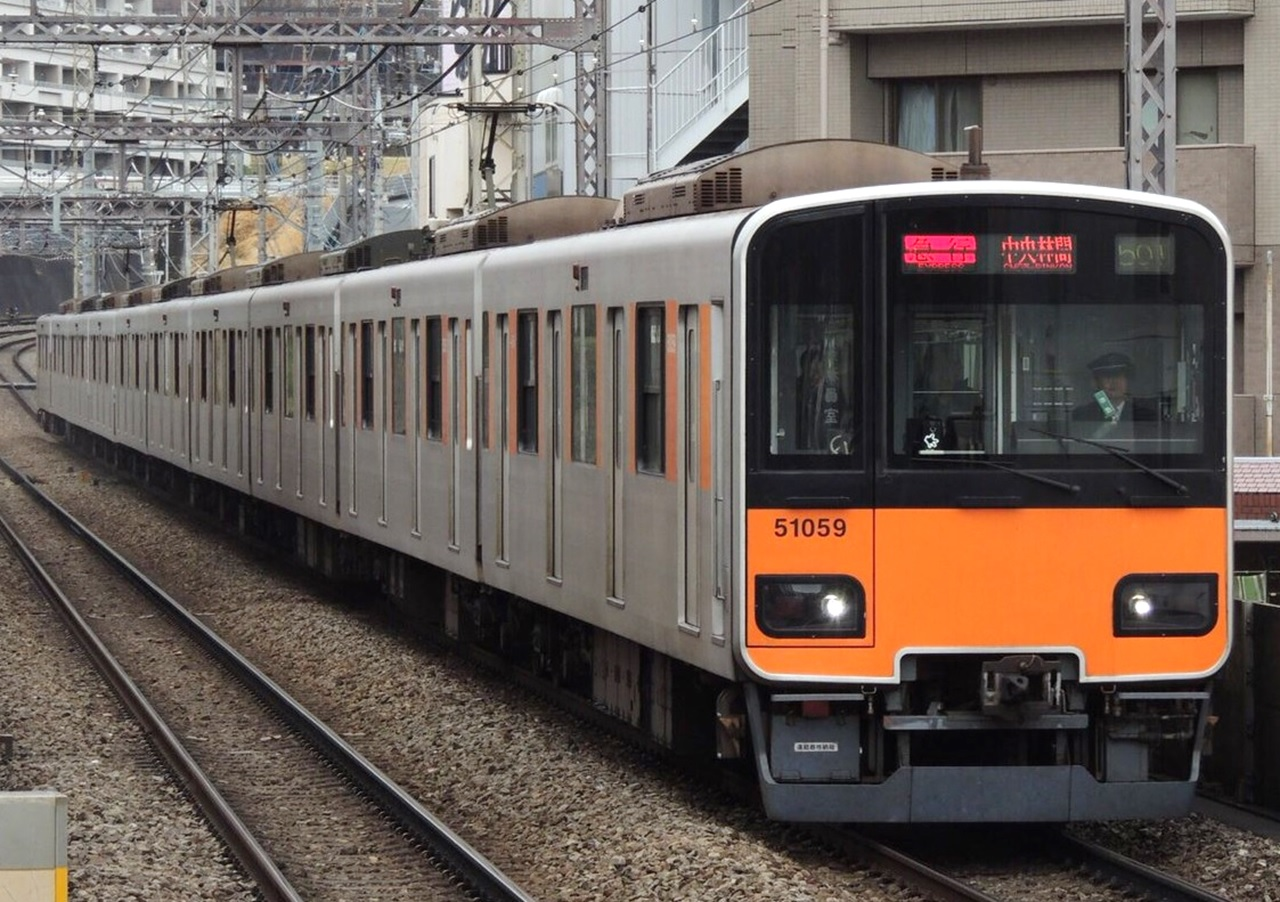
Серия 50000
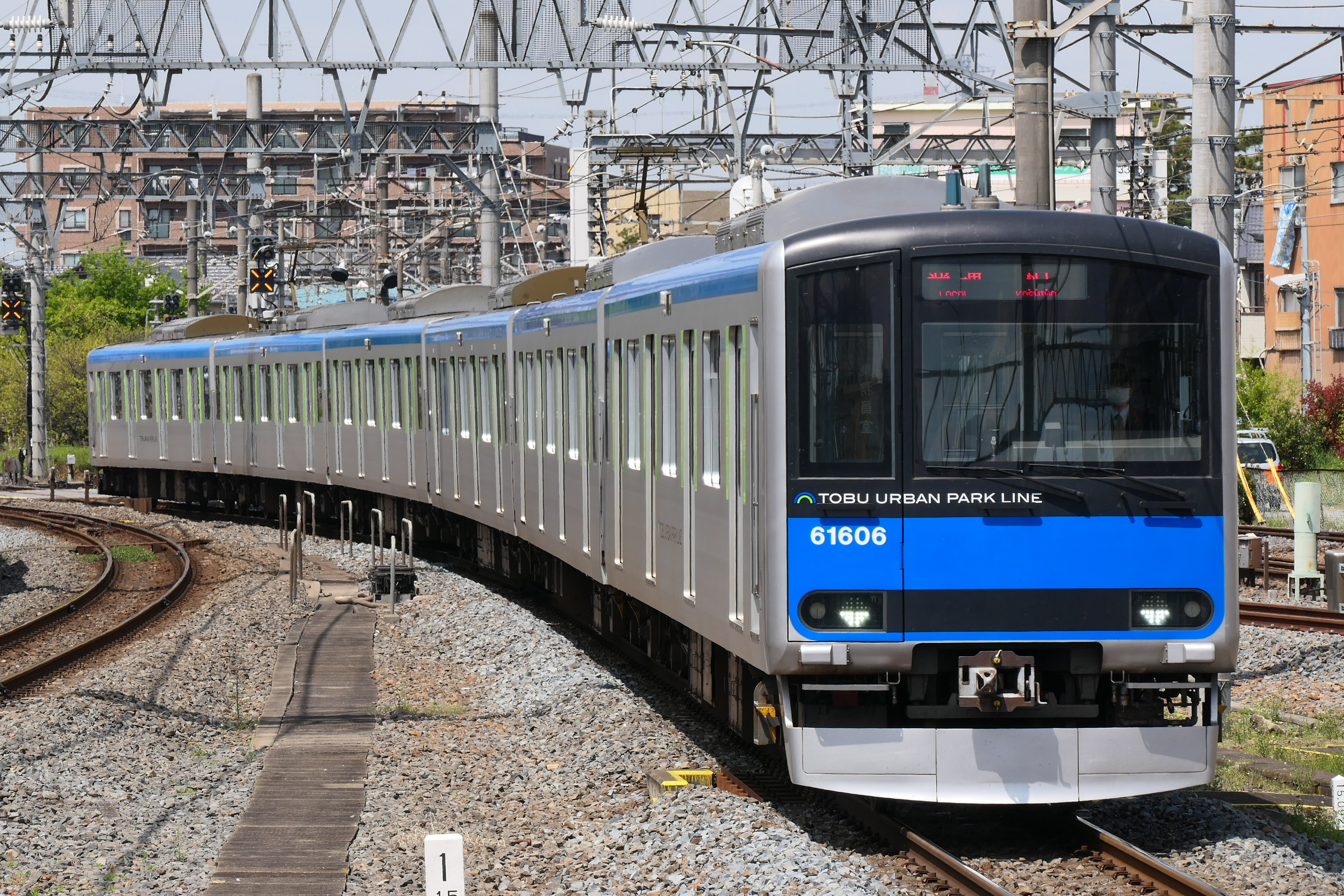
Серия 60000
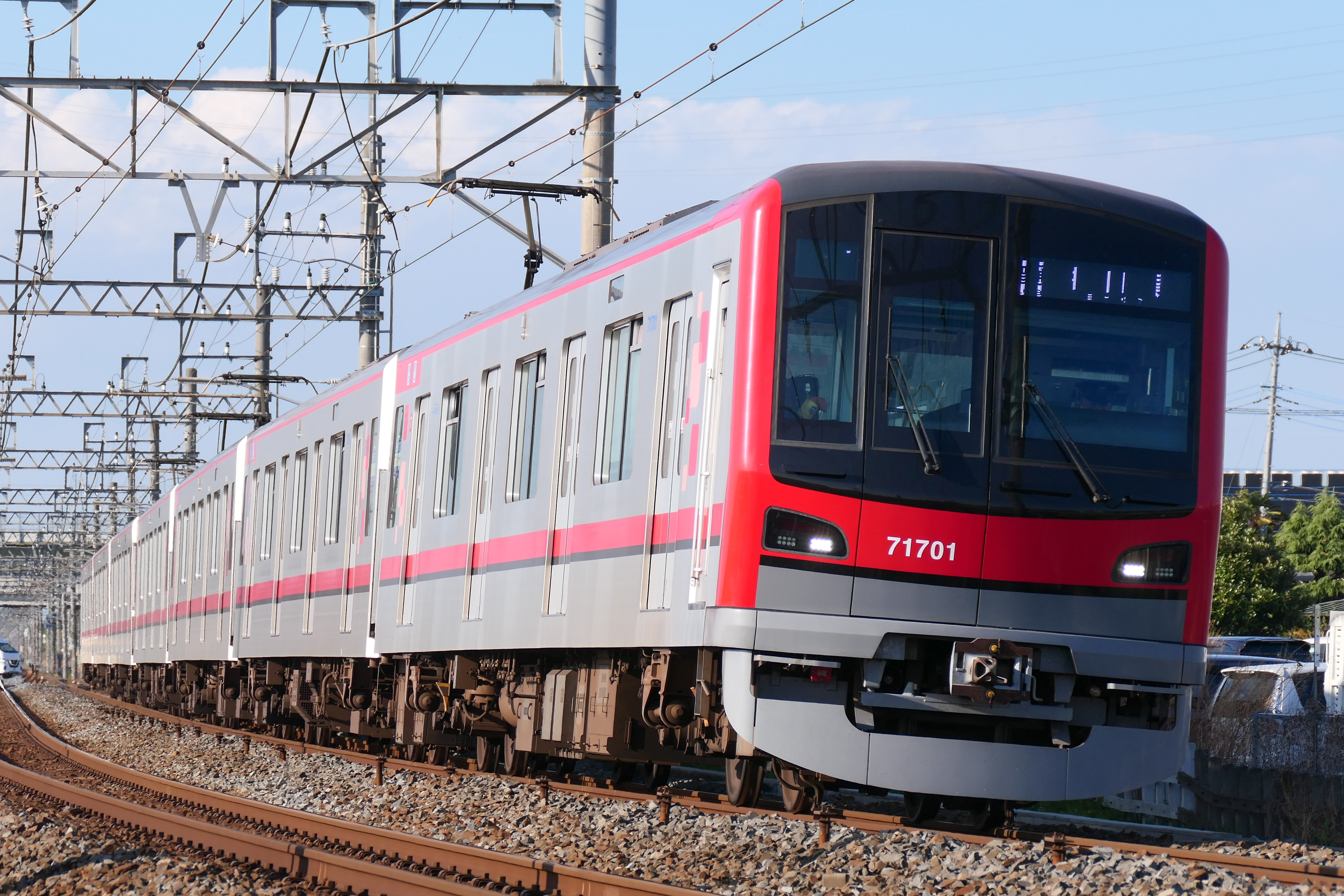
Серия 70000

## Музей
Компания имеет свой музей, в котором хранятся натурные образцы железнодорожной техники (паровозы, электровозы, электропоезда), ранее использовавшиеся на линиях компании, см. Железнодорожный музей Тобу. Музей расположен в Токио ((район Сумида)) в непосредственной близости от станции Хигаси-Мукодзима.